# Why Be In When You Could Be Out
Why Be In When You Could Be Out je první studiové album české skupiny Monkey Business. Vydáno bylo v roce 2000 a jeho producentem byl vůdce skupiny Roman Holý. Kromě členů kapely se na albu podílela řada hostů, mezi něž patří například Američané Fred Wesley a David Williams. Roku 2015 vyšlo album v reedici na gramofonové desce.
V žebříčku 50 nejlepších českých alb historie rozhlasové stanice Expres FM se album v roce 2023 umístilo na 17. místě. V žebříčku 100 nejlepších českých desek časopisu Filter se album v roce 2007 umístilo na druhém místě.

## Seznam skladeb
1. Female Slaves and Beer – 0:28
2. Saturday Night Is Over (MB Hymnus) – 3:45
3. Party Shit – 3:32
4. My Friends – 3:55
5. Solidarność – 4:51
6. Boner – 4:53
7. Flanger – 5:09
8. Compromised – 3:41
9. Hi & Stereo – 5:03
10. Right People – 4:51
11. Silverstrings – 4:15
12. Piece of My Life – 5:53

## Obsazení
Monkey Business
- Matěj Ruppert – zpěv, tleskání, brumle
- Roman Holý – zpěv, syntezátor, elektrické piano, klavír, clavinet, baskytara, kytara, perkuse, shaker, zvonky, činely, tleskání, sampler, triangl, vokodér
- Ondřej Brousek – syntezátor, klavír, elektrické piano, Hammondovy varhany, clavinet, zpěv, tleskání
- Oldřich Krejčoves – kytara, zpěv
- Pavel Mrázek – baskytara, zpěv, tleskání
- Martin Houdek – bicí, perkuse

Ostatní
- Imran Musa Zangi – perkuse, tama
- Fred Wesley – pozoun
- Miroslav Surka – trubka
- David Williams – kytara
- Viktor Dyk – zpěv
- Vratislav Šlapák – zpěv, hlas, tleskání
- Barbora Vaculíková – zpěv
- Tereza Nekudová – zpěv
- Vanda Šípová – zpěv
- Anna Geislerová – zpěv
- Mrs. Miller – zpěv
- Oto Klempíř – hlas
- Robert Russel – hlas
- Karel Růžička mladší – altsaxofon
- František Kop – tenorsaxofon
- Radek Krampl – vibrafon